# Synoptische tabel van de voornaamste prehistorische culturen van de Oude Wereld
| Synoptische tabel van de voornaamste prehistorische culturen van de Oude Wereld |                                                                           | |                                                 |                                                         |                                                                               |                                                                     |                                               |
| Periode                                                                         | West-Europa                                                               | Centraal- en Oost-Europa                                                                           | Noord-, West-Afrika en Sahara                   | Centraal-, Zuid- en Oost-Afrika                         | Midden-Oosten                                                                 | Indië en Centraal-Azië                                              | Oost-Azië                                     |
| Na het jaar 1000                                                                | Middeleeuwen                                                              | | IJzertijd van het tsjadische bassin             |                                                         |                                                                               |                                                                     |                                               |
| 1e millennium AD                                                                | Begin middeleeuwen Einde van de oudheid                                   | IJzertijd                                                                                          | IJzertijd in Niger                              | IJzertijd in Kenia, Oeganda, Tanzania, Zambia, Rhodesië | oude Rome                                                                     |                                                                     |                                               |
| 1e millennium v.Chr.                                                            | IJzertijd oude Rome                                                       | IJzertijd                                                                                          | Nigeria, Grote meren Late periode in Egypte     | Eerste landbouwers van het equatoriaal woud             | Rijk van Alexander Perzische Rijk Feniciërs                                   | Mauryadynastie (Indië) Scythen op de steppen IJzertijd in Indië     | Chinese IJzertijd Zhou-dynastie               |
| 2e millennium v.Chr.                                                            | Bronstijd                                                                 | Bronstijd Myceense beschaving                                                                      | Kopertijd in Niger Nieuwe Rijk                  | Ontstaan van landbouw in Oost-Afrika                    | Hettieten Assyriërs                                                           | Ontstaan van de veeteelt in Indië Bactrië-Margiana oasecultuur      | Chinese Bronstijd Shang-dynastie              |
| 3e millennium v.Chr.                                                            | Klokbekercultuur Kopertijd                                                | Touwbekercultuur                                                                                   | Neolithicum van Dhar Tichitt Oude Rijk Tenerian |                                                         | Akkadische Rijk koninkrijk van Sumer                                          | Indusbeschaving schrift                                             | Longshancultuur                               |
| 4e millennium v.Chr.                                                            | ommuurde dorpen                                                           | kopertijd van Centraal-Europa                                                                      | Vroeg-dynastieke Periode in Egypte              |                                                         | Bronstijd                                                                     | Domesticatie van het paard (Botajcultuur)                           |                                               |
| 5e millennium v.Chr.                                                            | Eerste megalieten                                                         | Vinčacultuur                                                                                       | Mediterraan neolithicum Fajoemcultuur           |                                                         | Kopertijd (kopermetallurgie)                                                  |                                                                     | Yangshaocultuur                               |
| 6e millennium v.Chr.                                                            | Bandkeramische cultuur                                                    | Vinčacultuur Bandkeramische cultuur                                                                | Khartoemculturen                                |                                                         | geïrrigeerde landbouw                                                         | Neolithicum van Iran en van de Kaukasus irrigatie                   | gierstteelt varkensteelt                      |
| 7e millennium v.Chr.                                                            | Cardiaal-impressocultuur (landbouw, veelteelt, pottenbakken) Tardenoisien | landbouw, veeteelt (varkens, runderen, schapen) in Griekenland en Oostelijk Middellandse Zeegebied | Capsien Kiffian keramiek                        |                                                         | Keramisch neolithicum veeteelt van schapen/bokken eind van het Prekeramisch B | Prekeramische periode van Iran van Afghanistan en van Beloetsjistan | Noord-Chinees neolithicum                     |
| 8e millennium v.Chr.                                                            | Sauveterrien                                                              | | Capsien Kiffian                                 | Wiltonian                                               | Prekeramisch B (tarwe, gerst) Neolithicum Prekeramisch A                      |                                                                     | Jager-verzamelaars van het oude Jomon (Japan) |
| 9e millennium v.Chr.                                                            | Sauveterrien (verzamelen van peulgewassen)                                | | Capsien Ibéromaurusien                          |                                                         |                                                                               |                                                                     | Hoabinien van Zuidoost-Azië                   |
| 10e millennium v.Chr.                                                           | Azilien en Aziloïde-culturen                                              | Swiderien                                                                                          | Ibéromaurusien                                  | Magosien                                                | Natufien                                                                      |                                                                     |                                               |
| 10-20.000 v.Chr.                                                                | Hamburgcultuur Azilien Magdalénien Solutréen                              | Hamburgcultuur Epigravettien-complex van de vlaktes (Mezin)                                        | Ibéromaurusien Sebilian                         | Lupembien                                               | Kebarcultuur Athlitien                                                        |                                                                     | Pre-Jomon keramiek (Japan)                    |
| 20-30.000 v.Chr.                                                                | Solutréen Gravettien Aurignacien                                          | Gravettien Aurignacien                                                                             |                                                 |                                                         | Aurignacien (kunst)                                                           | Malta-Boeretcultuur                                                 |                                               |
| 30-40.000 v.Chr.                                                                | Aurignacien (kunst) Châtelperronien Moustérien                            | Aurignacien (kunst) Szeletien                                                                      | Atérien                                         | Stillbayen                                              | Émiréen                                                                       | Moustérien                                                          | Sen-Doki                                      |
| 40-50.000 v.Chr.                                                                | Moustérien                                                                | Szeletien Moustérien                                                                               |                                                 |                                                         | Amoudien                                                                      | Moustérien                                                          |                                               |
| 50-60.000 v.Chr.                                                                | Moustérien (eerste graven)                                                | Moustérien                                                                                         |                                                 | Fauresmithien                                           | Jabroudien                                                                    | Moustérien Soanien                                                  | Ngandongcultuur                               |
| 60-100.000 v.Chr.                                                               | Micoquien                                                                 | |                                                 |                                                         |                                                                               |                                                                     | Ordosien                                      |
| 100-200.000 v.Chr.                                                              | Micoquien Laat-Acheuléen                                                  | Laat-Acheuléen                                                                                     |                                                 | Sangoen                                                 |                                                                               | Acheuléen Soanien                                                   | Fencultuur                                    |
| 200-300.000 v.Chr.                                                              |                                                                           | | Acheuléen                                       | Acheuléen                                               | Acheuléen                                                                     |                                                                     |                                               |
| 300-500.000 v.Chr.                                                              | Tayacien Midden-Acheuléen Clactonien                                      | Midden-Acheuléen                                                                                   |                                                 |                                                         |                                                                               | Pre-Soanien                                                         | Diringcultuur                                 |
| 500-1.000.000 v.Chr.                                                            | Vroeg-Acheuléen Choppercultuur                                            | Vroeg-Acheuléen Choppercultuur                                                                     | Acheuléen                                       |                                                         |                                                                               |                                                                     | Padjitanien                                   |
| 1-2.000.000 v.Chr.                                                              | Choppercultuur                                                            | Choppercultuur                                                                                     | Choppercultuur                                  | Vroeg-Acheuléen Oldowan                                 |                                                                               |                                                                     | Choppercultuur                                |
| 2-3.000.000 v.Chr.                                                              |                                                                           | |                                                 |                                                         |                                                                               |                                                                     |                                               |
| Periode                                                                         | West-Europa                                                               | Centraal- en Oost-Europa                                                                           | Noord-, West-Afrika en Sahara                   | Centraal-, Zuid- en Oost-Afrika                         | Midden-Oosten                                                                 | Indië en Centraal-Azië                                              | Oost-Azië                                     |